# 亨利·亨德森橋

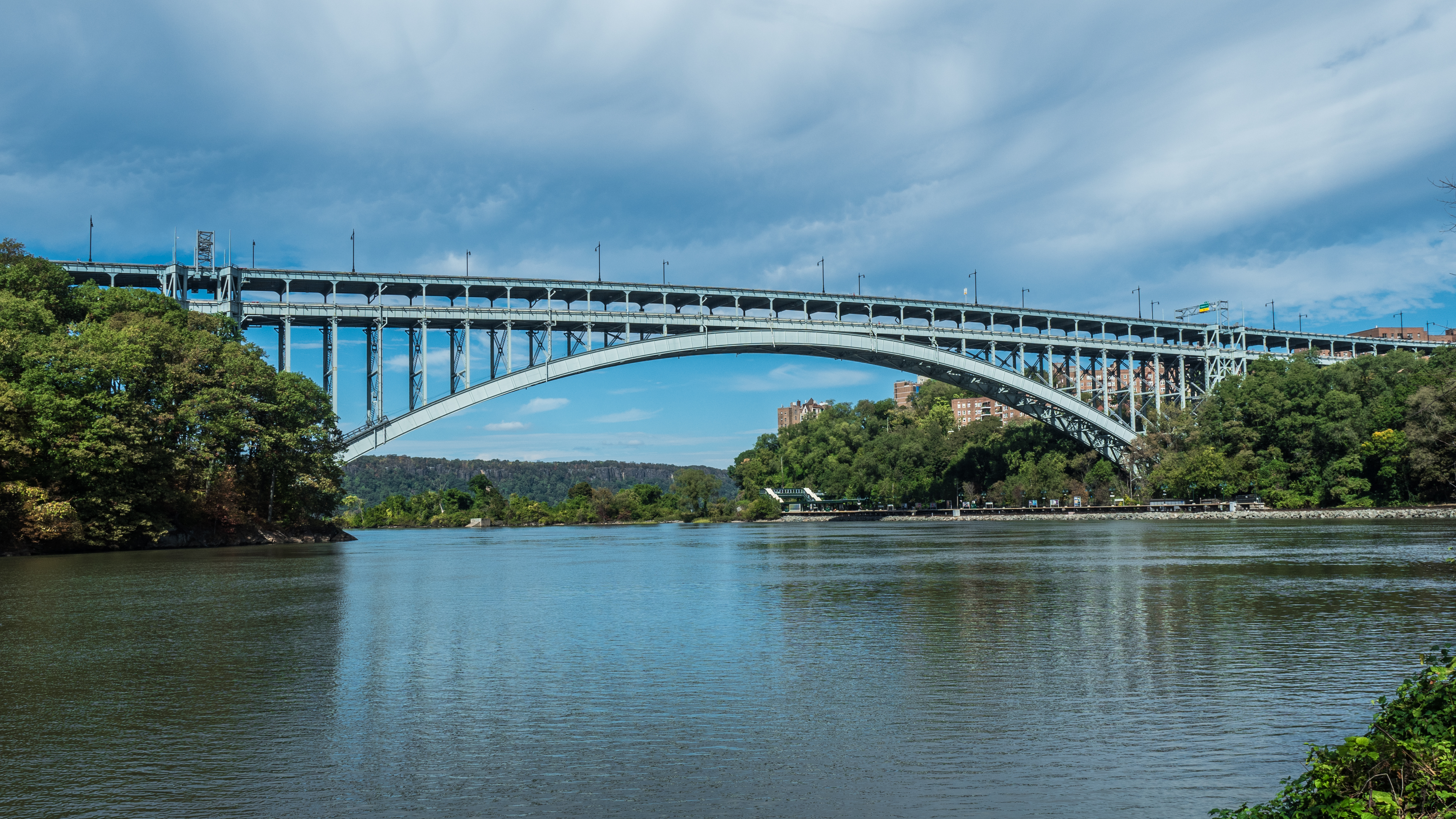

亨利·亨德森橋（Henry Hudson Bridge）是位於美國紐約的一座鋼鐵拱橋，連接了曼哈頓和布朗克斯兩地。亨利·亨德森橋竣工通車於1936年。現在亨利·亨德森橋由紐約市公共運輸局管理。

## 外部連結
- 维基共享资源上的相關多媒體資源：亨利·亨德森橋
- NYC Roads （页面存档备份，存于） entry
- Structurae数据库中Henry Hudson Bridge的数据